# Батлер (Кентаки)
Батлер (енгл. Butler) град је у америчкој савезној држави Кентаки.

## Демографија
По попису из 2010. године број становника је 612, што је 1 (-0,2%) становника мање него 2000. године.
| Група             | 2000.       | 2010.       |
| Белци             | 603 (98,4%) | 578 (94,4%) |
| Афроамериканци    | 3 (0,5%)    | 0 (0,0%)    |
| Азијати           | 0 (0,0%)    | 0 (0,0%)    |
| Хиспаноамериканци | 3 (0,5%)    | 7 (1,1%)    |
| Укупно            | 613         | 612         |